# Кенжеев, Бахыт Шукуруллаевич
Бахы́т Шукурулла́евич Кенже́ев (каз. Бақыт Шүкіроллаұлы Кенжеев; 2 августа 1950, Чимкент, Казахская ССР — 26 июня 2024, Нью-Йорк, США) — русский поэт казахского происхождения. В 1982 году эмигрировал в Канаду, с 2006 года жил в Нью-Йорке.

## Биография
Отец Шукурулла Кенжеевич Кенжеев был учителем английского языка, мать Елена Николаевна Карасёва — библиотекарем. С трёх лет жил в Москве. Казахского языка не знал, однако при выборе национальности указал в паспорте, что он казах, и считал себя казахом. Окончил химический факультет МГУ.
Дебютировал как поэт в коллективном сборнике «Ленинские горы: Стихи поэтов МГУ» (М., 1977). В юности публиковался в периодической печати («Комсомольская правда», «Юность», «Московский комсомолец», «Простор»), однако первая книга его стихов вышла только в Америке в 1984 году.
В начале 1970-х Кенжеев стал одним из создателей поэтической группы «Московское время» (вместе с Алексеем Цветковым, Александром Сопровским, Сергеем Гандлевским). Публиковался с 1972 года.
В 1980 году Бахыт женился на канадке Лоре и в 1982 году эмигрировал в Канаду, долгое время трудился радиожурналистом в русской секции Радио Канада (Radio Canada International (RCI). В 2008 переехал в США (Нью-Йорк). Это не помешало Кенжееву проводить встречи с читателями и коллегами по цеху в России, а издание его книг в основном осуществлялось в российских издательствах.
Член Русского ПЕН-клуба. Входил в жюри премии «Дебют» (2000), в жюри международного конкурса переводов тюркоязычной поэзии «Ак торна» (2011), премии «Русская премия», «Кубок мира», «Волошинский конкурс».
Публиковался в переводах на казахский, английский, французский, немецкий, испанский, голландский, итальянский, украинский, китайский, и шведский языки.
Жена — Елена Мандель, юрист. В начале 2000-х состоял в отношениях с журналисткой и художницей Екатериной Марголис. Отец нескольких детей, в том числе художницы Роксаны Кенжеевой.
Умер в ночь на 26 июня 2024 года в нью-йоркской больнице Lenox Hill Hospital после тяжёлой болезни в возрасте 73 лет. Похоронен на кладбище Green-Wood в Бруклине (штат Нью-Йорк).

### Книги стихов
- Избранная лирика: 1970—1981. — Анн Арбор: Ардис, 1984. — 125 с.
- Осень в Америке: Стихотворения: 1982—1987. — Тенафлай (Нью-Джерси): Эрмитаж, 1988. — 117 с.: портр.
- Стихи последних лет. — М., 1992. — 86 стр.
- Из книги AMO ERGO SUM. — М.: Независимая газета, 1993. — 79 с.
- Стихотворения. — М.: ПAN, 1995. — 255 с.: ил.
- Возвращение. — Алматы: Жибек жолы, 1996.
- Сочинитель звёзд: Кн. новых стихотворений. — СПб.: Пушкинский фонд, 1997. — 62 с.: ил. ISBN 5-85767-091-8
- Из семи книг. — М.: Независимая газета, 2000. — 246 с.: ил. ISBN 5-86712-027-9
- Снящаяся под утро: Кн. стихотворений. — М.: Клуб «Проект ОГИ», 2000. — 62 с. ISBN 5-900241-09-2
- Невидимые. — М.: ОГИ, 2004. — 207 с.: ил. ISBN 5-94282-229-8
- Названия нет: Кн. стихотворений. — Алматы: Искандер, 2005. — 60 с.
- Вдали мерцает город Галич: Стихи мальчика Теодора. — М.: АРГО-РИСК; Тверь: Kolonna Publ., 2006. — 55 с. ISBN 5-94128-126-9
- Крепостной остывающих мест: Стихотворения 2006—2008 гг. — Владивосток: Рубеж, 2008. — 80 с.
  - Крепостной остывающих мест: Кн. стихотворений. — М.: Время, 2011. — 127 с.: ил.
- Послания. — М.: Время, 2011. — 638 с. ISBN 978-5-9691-0514-0
- Сообщение. — М.: Эксмо, 2012. — 447 с.
- Странствия и 87 стихотворений. — К.: Laurus, 2013. — 176 с.
- Довоенное: Стихи 2010—2013 годов. — М.: ОГИ, 2014. — 142 с. ISBN 978-5-94282-745-8
- Позднее. — СПб.: Геликон Плюс, 2016. — 156 с. ISBN 978-5-00098-075-0
- Элегии и другие стихотворения. — М.: Воймега, 2018. — 124 с. ISBN 978-5-6040915-3-1
- Собрание сочинений. Стихотворения. — Киев, Саммит-Книга, 2018. Предисловие: А. Копейкин. — 672 стр. ISBN 978-617-7672-26-4
- Amo ergo sum. Стихотворения 1972—2018 годов. — М.: Изд. проект «А и В», 2019. — 176 с. ISBN 978-5990626-31-7
- В дуновении чумы: Новые стихи: 2018—2021. — К.: Друкарський двір Олега Фёдорова, 2024. — 100 с.

### Книги, изданные под псевдонимом
- Ремонт Приборов. Гражданская лирика и другие сочинения: 1969—2013. — М.: ОГИ, 2014. — 264 с. ISBN 978-5-94282-735-9

### Романы
- Плато (1992).
- Иван Безуглов. Мещанский роман (1993).
- Золото гоблинов: Романы [Младший брат; Золото гоблинов]. — М.: Независимая газета, 2000. — 623 с. ISBN 5-86712-101-1
- Обрезание пасынков: Вольный роман. — М.: АСТ: Астрель, 2010. — 381 с.

### Собрание сочинений
- Собрание сочинений: Стихотворения. — Киев: Саммит-книга, 2018. — 650 с. — 500 экз.

## Награды и премии
- Премия журнала «Октябрь» (1992)
- Премия Союза молодёжи Казахстана (1996)
- Премия «Антибукер» (2000) за книгу стихов «Снящаяся под утро»
- «Москва-транзит» (Большая премия), (2003)
- «Русская премия» (2008) за книгу стихотворений «Крепостной остывающих мест»[12][13]
- Премия журнала «Новый мир»
- Премия «Антология» (2006)
- Лауреат фестиваля «Киевские лавры» (2006)
- Лауреат «Русской премии» (2008)
- Лауреат премии В. Сирина (Набокова) (2016)
- Премия журнала «Знамя» (2016)
- Премия журнала «Дети Ра» (2018)

## Отзывы
Бахыт Кенжеев всё время делает в своём творчестве определённые шаги. В сторону, вперёд — куда угодно, лишь бы идти. И это творческое кредо поэта мне глубоко симпатично. Но, когда он начинает активно «отлынивать» от собственной узнаваемости, на мой взгляд, это бывает контрпродуктивно для него самого. Публика горячо принимает хорошее и до боли знакомое и не всегда столь же радостно готова приветствовать сугубо экспериментальное.— Александр Карпенко

Кенжеев часто пишет так, как будто ему кто-то возражает. То ли жизнь, то ли степь, то ли Россия. Семинары как раз и предназначены для ведения споров, которые в стихах Кенжеева никогда не кончатся. Споры — то есть диалоги. Диалогические монологи. Муза риторики здесь встречается с просто музой.
— Александр Касымов. В тесноте отступающих лет... // «Знамя» №11, 2000

Кенжеев — лёгкий поэт. И поэзия его лёгкая. В том числе и в том старинном, двухсотлетней давности — Батюшкова да Вяземского — смысле: сплошные безделки — элегии (пусть не в буквальном обозначении жанра, но по духу Кенжеев — поэт элегический), послания, перечисления любимых мелочей, вальяжное слежение за календарем, хотя бы даже отсчитывающим эсхатологическое время… — Ольга Лебедушкина. Поэт как Теодор // «Дружба народов» №11, 2007

### Интервью с Бахытом Кенжеевым
- Интервью с Бахытом Кенжеевым
- «Поэзия не может быть стадионной», интервью с Бахытом Кенжеевым
- «Уховёртка под божьим камнем». Александр Белых: диалоги с Бахытом Кенжеевым
- Интервью Бахыта Кенжеева проекту Торф ТВ
- Интервью Бахыта Кенжеева с Ардаком Сейтказиным

### Публикации Бахыта Кенжеева в сети
- «Бахыт Кенжеев. Крепостной остывающих мест»
- «Бахыт Кенжеев. Другого не дано»
- Альманах «45-я параллель». Публикации Бахыта Кенжеева
- Бахыт Кенжеев: 43 стихотворения. Аудиозапись авторского чтения
- Кенжеев Б. Детский колокол воскресный // Знамя : журнал. — 2020. — № 7.